# Dalbergia forbesii
Dalbergia forbesii är en ärtväxtart som beskrevs av David Prain. Dalbergia forbesii ingår i släktet Dalbergia, och familjen ärtväxter. Inga underarter finns listade i Catalogue of Life.